# Bonne foi journalistique
La bonne foi journalistique est un moyen pour une personne de s'exonérer de sa responsabilité en matière de diffamation.

## Droit français
La bonne foi du journaliste et de son directeur de la publication est l'un des critères juridiques généralement retenus par la jurisprudence de la loi sur la liberté de la presse du 29 juillet 1881, concernant la diffamation en droit français, au même titre que l'exception de vérité.

## Common law
En common law, lorsqu'un journaliste ou une personne invitée à parler dans les médias ne fait que commenter l'actualité sur un sujet d'intérêt public, les tribunaux peuvent juger qu'il s'agit d'un commentaire loyal qui l'exonère d'une poursuite en diffamation. Cela dit, malgré la similitude entre les notions, les critères pour établir le commentaire loyal ne sont pas les mêmes que les critères de la bonne foi journalistique du droit français.